# José Antonio Llardent
José Antonio Llardent (Oeiras, Portugal, 1925 - Madrid, 1987), fue un traductor y editor español, Premio Nacional a la Mejor Traducción en 1987.
Nacido en Portugal en 1925, aunque de origen catalán, estudió con el cervantista Eugenio Asensio en el Instituto Español de Lisboa, y a lo largo de su vida residió en Lisboa, Tánger y Madrid.
Como editor y librero, dirigió en la capital de España la Librería-Galería “Clan”, y en 1966 fundó la editorial Istmo, También colaboró en los números 7 y 8 de la revista Poesía dirigida por Gonzalo Armero.
Como traductor es responsable de la edición bilingüe la Antología de Álvaro de Campos (1978), el Primer Fausto (1980), El banquero anarquista (1983) y la más completa Poesía de Fernando Pessoa (1983). En 1987 se le concedió el Premio Nacional de Traducción por su versión blingüe y anotada de los Sonetos (1986) de Antero de Quental.
Otros escritores lusitanos que tradujo fueron Antonio Ramos Rosa y Antonio Osorio. Dentro de sus aportaciones a Istmo, hay que mencionar la Breve historia de la literatura portuguesa de Antonio José Saraiva.
En otro orden de actividad —siempre dedicada a la crítica y el enriquecimiento de la cultura hispano-lusas— 
Llardent colaboró durante los últimos años de su vida en Radio 2, emisora de Radio Nacional de España.